# Morihiro Saito
Morihiro Saito (31. marts 1928 – 13. maj 2002), 9. dan, var en japansk aikido-mester med mange elever over hele verden, heraf en betydelig del i Skandinavien.
Han begyndte at træne aikido i 1946 under aikidoens grundlægger Morihei Ueshiba i Iwama, og var der til Ueshibas død i 1969.
Derefter fik han ansvaret for træningen i dojoen i Iwama og for pasning af Aiki Jinja, en med aikido forbundet shinto-helligdom.
Saito var medlem af Aikikai, den største aikidoorganisation, men hans stil var så enestående, at mange omtalte den som en særskilt stilart, Iwama Ryu. Han systematiserede våbentræningen i aikido (aiki-ken og aiki-jo) og var forfatter til en lang række bøger om aikido. Morihiro Saito døde af kræft d. 13. maj 2002.

## Bøger
- Aikido – Its Heart and Appearance (Wehman Brothers 1976) ISBN 0-87040-345-1
- Traditional Aikido – Vol 1: Basic Techniques (Minato 1976) ISBN 0-87040-266-8 ISBN 0-87040-944-1
- Traditional Aikido – Vol 2: Advanced Techniques (Minato 1976) ISBN 0-87040-945-X
- Traditional Aikido – Vol 3: Applied Techniques (Minato 1976) ISBN 0-87040-946-8
- Traditional Aikido – Vol 4: Vital Techniques (Minato 1976) ISBN 0-87040-947-6
- Traditional Aikido – Vol 5: Training Works Wonders (Minato 1976) ISBN 0-87040-948-4
- Takemusu Aikido – Volume 1: Background and Basics (Aiki News, 1994) ISBN 4-900586-16-1
- Takemusu Aikido – Volume 2: More Basics (Aiki News, 1996) ISBN 4-900586-20-X
- Takemusu Aikido – Volume 3: Basics Concluded (Aiki News, 1996) ISBN 4-900586-21-8
- Takemusu Aikido – Volume 4: Kokyunage (Aiki News, 1997) ISBN 4-900586-24-2
- Takemusu Aikido – Volume 5: Bukidori and Ninindori (Aiki News, 2001)
- Budo: Commentary on the 1938 Training Manual of Morihei Ueshiba (Aiki News 1999)